# Chittaurgarh (distrikt)
Chittaurgarh (eller Chittorgarh) är ett distrikt i den indiska delstaten Rajasthan. Den administrativa huvudorten är staden Chittaurgarh. Distriktets befolkning uppgick till 1 330 360 invånare vid folkräkningen 2001.

## Administrativ indelning
Distriktet är indelat i tio tehsil, en kommunliknande administrativ enhet:
- Bari Sadri
- Begun
- Bhadesar
- Chittaurgarh
- Dungla
- Gangrar
- Kapasan
- Nimbahera
- Rashmi
- Rawatbhata

Den 26 januari 2008 överfördes tre tehsil (Arnod, Chhoti Sadro och Pratapgarh) till det nybildade distriktet Pratapgarh.

## Urbanisering
Distriktets urbaniseringsgrad uppgick till 17,83 % vid folkräkningen 2001. Den största staden är huvudorten Chittaurgarh. Ytterligare fem samhällen har urban status:
- Bari Sadri, Begun, Kapasan, Nimbahera, Rawatbhata